# プリンセスメーカー4
『プリンセスメーカー4』（Princess Maker 4）は、ガイナックス制作のコンピューターゲーム。

## 歴史
プリンセスメーカー4
2005年9月1日、PlayStation 2版発売。
2006年7月28日、Windows版発売。シナリオ、イベントイラストが追加。
2007年3月1日、PS2廉価版発売。
2007年3月8日、タイトーよりEZweb向けに配信。
プリンセスメーカー4 ポータブル
2006年10月12日、PlayStation Portable版発売。イベント、エンディングを追加。
2008年9月25日、PSP廉価版発売。
プリンセスメーカー メモリアルボックス
2007年3月3日、Windows版シリーズ5巻セット発売。
2007年9月28日、公式ガイドブック同梱版発売。
プリンセスメーカー4 スペシャルエディション
2008年9月11日、ニンテンドーDS版発売。おまけシナリオと20枚以上のグラフィックスが追加。。
プリンセスメーカー ポータブルパック
2008年9月25日、PSP『プリンセスメーカー5 ポータブル』とのセット版発売。「プリンセスメーカー ポータブル画集」を同梱。

## 概要
ファンタジー世界で娘を育てる育成シミュレーションゲーム『プリンセスメーカー』シリーズ第4弾。
2001年のクイズゲーム『プリンセスメーカーQ』は本作品のプロローグとして構想されたものであり、作中では現代世界が舞台となることが示唆されていた。赤井孝美による黒髪ロングの娘のイメージイラストや、開発中の4のPC版のゲーム画面も当時の雑誌に掲載されていた。
しかし紆余曲折あって企画は進まず、まったく新しい形で再出発することが決まった。天広直人がキャラクターデザインを担当することが公表された際は大きな反響があり、公式サイトのアクセス数が何倍にもなった。天広は以前『シスター・プリンセス』を手がけていただけに、インターネット上では「ネタか？」と疑われたこともあった。
従来作に比べてストーリー性が濃くなっており、娘の主張も表面化して、より人間味を感じられるようになった。人間と悪魔の間に生まれた子供という設定がまずあって、娘が自分の中の相反する要素に対して覚える葛藤と、人間界と魔界の争いという社会情勢の変化がリンクしていくようになっている。
『プリンセスメーカー2』を意識しており、同作に登場した執事のキューブが再出演しているほか、スケジュール管理のシステムも踏襲している。しかし『2』にあったロールプレイングゲームの要素は廃されており、代わりに新システム「おでかけ」が導入されている。

## ストーリー
有用な資源である魔法石を求める人間は、鉱脈を探して魔族の領域である森にまで踏み込むようになった。それをきっかけに始まった両種族の戦争のために人間の王国は荒れ果て、滅亡の危機に瀕した。そのときイザベルという名の女性が単身で魔族の陣地に乗り込み、魔王と交渉した末に兵を引かせることに成功する。こうして王国は救われたが、イザベルが帰還することはなかった。
イザベルの行方を追って捜索隊が組まれたが、10年にわたる旅の中で次々と隊員が倒れていき、最後にはただ1人の男が残った。森の中でついにイザベルと出会った男は、彼女から幼い少女を託される。イザベルを連れ帰ることは叶わなかったが、男は父として娘を立派に育てることを誓うのだった。

## ゲームの流れ
娘のフルネーム、誕生日、血液型を設定する。娘が10歳の時点からゲームが開始し、プレイヤーは彼女が成長していく8年間を見守ることになる。
娘はアルバイトや習い事によって育っていく。プレイヤーは1か月を3分割された単位でスケジュールを設定する。また毎年9月には「収穫祭」というイベントがあり、開催されるいずれかの大会に強制参加となる。各種大会で優勝あるいは準優勝すれば多額の賞金と知名度が得られる。
イベントは主に「おでかけ」を選択すると発生する。行き先によって、さまざまなキャラクターと会話したり、アルバイト先が追加されたりする。まったくおでかけしなくてもゲームクリアは可能だが、娘の出生の秘密や魔族と人間の関係など、重大な情報を知るには必須となる。
8年が経過するとエンディングを迎える。エンディングの内容は、娘の能力やそれまでに取った行動によって決定される。「怪しい酒場」や「占い師」、「娘魔界へ帰る」などさまざまなエンディングが用意されている。

## 登場人物

### プレイヤーの家族と重要人物
娘
声：水樹奈々
名前はプレイヤーが自由に名づけられるため、決まっていない。王国では専ら「勇者の娘」と呼ばれる。小説での名前は「ユリイカ」、ドラマCDでは「パトリシア」と設定されている。
魔族と人間のハーフで、養父（プレイヤー）のかつての冒険仲間であったイザベルの実の娘。しかし、娘は母がどんな人物であるか、全く覚えていない。
10 - 18歳までの8年間、様々な習い事やアルバイトを経験し、多くの人と関わって成長していく。どのような仕事に就き、どんな男性と結婚するのかは、プレイヤー次第である。
少女期、ローティーン、ハイティーンで容姿が成長し、変化する。
養父（プレイヤー）
人間の男性。名前・年齢はプレイヤーが自由に決められるため、決まっていない。オープニングのあらすじでは、ナレーターを勤めている。
かつて王国軍の先頭に立って魔王軍と戦い、英雄になった男。戦争終結後は、単身魔王と対峙し行方不明になったイザベルの捜索隊に加わり、10年近い冒険を行った。
捜索隊の仲間を失い、疲れ果てて迷い込んだ魔界の森でイザベルと再会し、娘を託される。王国への帰還後は、貴族に列するという王の恩賞を固辞して、代わりに市中に一軒家を貰いうけ、娘の養育に専念することになった。
武勇に優れ、王や国民からの信頼も厚い勇者で、再び来たる魔王軍との戦争でも将軍となって戦うことを求められるほど。
キューブ
声：サエキトモ / 米村千冬
かつての『プリンセスメーカー2』『ぷちぷり*ユーシィ』、後の『プリンセスメーカー5』にも登場するアドバイス役で、プレイヤーの家の執事をする魔族の少年。
イザベルから彼女の実の娘を養育して欲しいと託された際に、娘のお目付け役として同行し、執事の契約を交わした。
契約の内容は、娘の世話をすることと、娘を陰ながら見守りその様子を嘘偽りなくプレイヤーに報告すること。
魔族であるが故に、王国の人間が魔族の森を荒らすこと、王国の平和が魔王軍によって脅かされていることを常に心配している。
他の作品では魔界の貴公子であったり、先代の魔王であったりする実力者だが、今作ではそのような描写は無い。だが、娘が魔王の座を継承すると、共に魔界に帰還して相談役となっている。
イザベル
声：水野理紗
オープニングのあらすじ部分で登場した女性で、優れた魔法剣士。プレイヤーとはいくつもの冒険を共にした仲間だった。
王国と魔王軍との戦争で、勇敢にも魔王の本陣に一人忍び込み、いかなる手段をもってか魔王を説き伏せて、魔王軍を引き揚げさせた。
王国の一般人には、魔王と戦って相討ちとなった救世主「聖イザベル」として知られている。
10年後、プレイヤーがイザベル捜索の冒険でとある森に入った時、再会。
魔王との間に生まれた実の娘を「この子を私だと思って育てて下さい。人間の子として幸せに暮らせる様に……」と言って託した。

### 娘のライバルや王国関係者
クリスチーナ・オハラ・ノーザリー
声：釘宮理恵
王国貴族であるノーザリー家の娘。
プライドが高いが、寂しがり屋な面を持つ。一流の淑女を目指しており、舞踏会デビューの日に王子様と踊ることを夢見ている。
様々な習いごとをやらされているので、意外にも料理が得意だったり、服飾に詳しかったりする。
普段は娘の良き友人であるが、娘がプリンセスタイプに育って行くとライバルとなる。
娘が広場でクリスチーナが落としたハンカチを拾った後、自分がノーザリー家の娘と知っても分け隔てなく遊びに誘う娘を気に入り、友達になる。その時クリスチーナは、「ノザーリー家の人物たる者、一度落ちた物は拾いませんわ」と言って、落としたハンカチを娘にあげている。
体系維持のためなら何も食べない事もあり、明らかに無理している。
幼少期のお出かけイベントで悪ガキたちにドレスを豪快に捲られる。「すっごいヒラヒラしてるぞ」と大衆の前にペチコートを晒され、もうお嫁にいけないと泣いてしまう。
リーゼ・トルバーズ
声：川澄綾子
王国騎士トルバーズの娘。
父親は王国内で最も有能といわれる騎士の一人で、プレイヤーとも旧知の仲である。父親を尊敬し、父親のような立派な剣士になることを志している。
しかしある日、父親は魔界の森での任務中に魔王軍の攻撃を受けて殉職してしまい、魔族への復讐心を持つことになる。後に魔族との戦争に自ら志願して出征していく。
自信過剰で短気なところもあるが、真っ直ぐで正義感が強く、友達思いで芯はとても優しい。ボーイッシュで、娘の友達のうち唯一のパンツスタイル。
普段は娘の良き友人であるが、娘が武闘タイプに育って行くとライバルになる。
勇者として名声のあるプレイヤーに勝負を挑みに来たが、不在時に応対した娘と出会い、無理やり剣の稽古をつける約束をして友達になった。
小説版では、父親から王国の事情について少しばかり聞かされており、娘がイザベルと魔王の娘であることにも感づいている。
マリー・ストールマン
声：山本麻里安
道具屋の主であるアール・ストールマンの娘。
勉強や読書、絵を描く事が好きで、魔法も得意。実家の道具屋や病院の手伝いをしている。
普段は娘の良き友人であるが、娘が芸術タイプに育って行くとライバルになる。
人見知りが激しく友達も少なかったが、広場で遊んでいる娘を見掛け、勇気を出して話し掛けて友達になる。
幼少期のお出かけイベントで悪ガキたちにスカートを捲られ、クマさんパンツを晒されて泣いてしまう。
カレン・マージュ
声：藤堂まり
魔力が高く、普通の人には見えないものを見ることができる少女。魔界にも出入りしている。
娘の魔法力が高いと知り合い、一緒に不思議なものを見ることになる。
シャルル
声：櫻井孝宏
気品と爽やかさを兼ね備えた王国の騎士隊所属の青年。娘には騎士隊所属と言っていたが、実は王国の王子様。

### 魔界関係者
リー
声：小林由美子
街で娘に一目惚れしてナンパして来る馴れ馴れしい男。その正体はドラゴンユース。
ヴァロア
声：高橋広樹
魔界の皇子。魔王の実子ではないが、高い魔力を持ち、後継者と目されている。
ダイクン
声：若本規夫
魔界の魔王。シリーズ過去作の魔王のような筋骨隆々の魔人ではなく、金髪の貴公子の姿をしている。性格も比較的穏やか。
過去には魔法石を求めて魔族の領域を荒らす人間に怒り、魔王軍を率いて戦争を仕掛け王国を滅ぼそうとしたが、イザベルに説得されて軍を引いた。
成長して魔界を訪れた娘と相対し、その出生の秘密を教えることになる。
グウィネス
魔界の王女。小説版のオリジナルキャラクター。
魔王の実の娘だが、母親はイザベルではない。すなわち娘とは異母姉妹になる。年齢は娘より一つ下で、小説で描かれた冒険時には、娘が14歳、グウィネスは13歳。
性格はわがままで攻撃的。魔界の女王となる自分の存在価値を揺るがす娘のことを憎んでいる。
義父の不在時にキューブを魔法で仮死状態にし、彼を回復させるのに必要になる強力な魔法石「魔宝石」を求めて旅立った娘、クリスチーナ、リーゼ、マリーのパーティを魔界の城で待ち受ける。
ムチや夢を操る魔法を得意とし、魔宝石の力を用いた強力な夢魔法で娘を追い詰めるが、娘の仲間たちの結束、そしてイザベルの助力を受けた養父に魔法を防がれ、最後は魔王の諌めにより手を引いた。
ヒドラリウス（ローラ）
幻の魔獣「アウローラセンザン」の雄。小説版のオリジナルキャラクター。
ランドドラゴン、神獣ともされるが、個体数は少ない。高い知能や魔力を持ち、金髪で眉目秀麗な男性白騎士の姿になることもできる。
魔界の森で密猟者に捕まり檻に入れられていたところを、娘たちに助けられ、以後娘の冒険を陰ながらサポートする。
グウィネスとの最終決戦では仲間を引き連れて娘たちを救出し、魔王の城の兵士たちと戦った。
本名はヒドラリウスで、人間の姿になったときにちゃんと娘たちにも名乗ったが、アウローラセンザンを縮めたローラという愛称を覆すことができず、諦めた。

## スタッフ
- 監修：赤井孝美[3]
- プロデューサー：木村真二郎
- キャラクターデザイン：天広直人[1]
- オープニングテーマ：硝子鏡の夢
  - 作詞・作曲・歌：霜月はるか、編曲：加藤恒太

## 関連商品

### 書籍
- すずきあきら『プリンセスメーカー4』メディアファクトリー〈MF文庫J〉、2005年11月。ISBN 4-8401-1451-X
- 『プリンセスメーカー4 公式コンプリートワークス』角川書店、2005年9月。ISBN 4-04-707188-9

### CD
- 「PS2用ゲーム『プリンセスメーカー4』オープニング主題歌 硝子鏡の夢」（ランティス / LACM-4224）
- 「PS2用ゲーム『プリンセスメーカー4』オリジナルドラマCD」（ランティス / LACA-5453）

### デジタル画集
タイトーよりYahoo! ケータイ向けに配信。
- 「プリンセスメーカー4 vol.1〜パパとの思い出〜」
- 「プリンセスメーカー4 vol.2〜お父さんとの思い出〜」
- 「プリンセスメーカー4 vol.3〜お父様との思い出〜」
- 「プリンセスメーカー4 vol.4〜娘の生きる道〜」
- 「プリンセスメーカー4 vol.5〜特典イラストギャラリー〜」